# Lissotriton
Genre
Synonymes
- Lophinus Rafinesque, 1815
- Meinus Rafinesque, 1815
- Palmitus Rafinesque, 1815
- Geotriton Bonaparte, 1832
- Palaeotriton Bolkay, 1927

Lissotriton est un genre d'urodèles de la famille des Salamandridae.

## Répartition
Les dix espèces de ce genre se rencontrent en Europe et au Moyen-Orient.

## Liste d'espèces
Selon Amphibian Species of the World (28 février 2014) :
- Lissotriton boscai (Lataste, 1879) - triton de Bosca ou triton ibérique
- Lissotriton graecus (Wolterstorff, 1906)
- Lissotriton helveticus (Razoumovsky, 1789) - triton palmé
- Lissotriton italicus (Peracca, 1898)
- Lissotriton kosswigi (Freytag, 1955)
- Lissotriton lantzi (Wolterstorff, 1914)
- Lissotriton maltzani (Boettger, 1879)
- Lissotriton meridionalis (Boulenger, 1882)
- Lissotriton montandoni (Boulenger, 1880) - triton de Montandon ou triton des Carpates
- Lissotriton vulgaris (Linnaeus, 1758) - triton ponctué ou triton vulgaire ou triton commun

## Publication originale
- Bell, 1839 : A History of British Reptiles, London: John van Voorst (texte intégral).